# Iris Tió
Artikeln följer den spanska namnseden; faderns efternamn är Tió och moderns efternamn Casas.
Iris Tió Casas, född 2 november 2002, är en spansk konstsimmare.

## Karriär
I maj 2021 vid EM i Budapest var Tió en del av Spaniens lag som tog silver i det fria lagprogrammet och brons i det tekniska lagprogrammet. Vid olympiska sommarspelen 2020 i Tokyo, som arrangerades 2021, slutade hon på 10:e plats tillsammans med Alisa Ozhogina i partävlingen samt var en del av Spaniens lag som slutade på sjunde plats i lagtävlingen. I juni 2022 vid VM i Budapest var Tió en del av Spaniens lag som tog brons i highlight.
I juni 2023 vid europeiska spelen i Kraków-Małopolska var Tió en del av Spaniens lag som tog guld i både det tekniska och fria lagprogrammet. Följande månad var hon en del av Spaniens lag som tog guld i det tekniska lagprogrammet vid VM i Fukuoka. Vid VM tog Tió även brons i det tekniska soloprogrammet samt brons tillsammans med Alisa Ozhogina i det tekniska parprogrammet.
I februari 2024 vid VM i Doha var Tió en del av Spaniens lag som tog silver i det tekniska lagprogrammet samt tog brons i tekniska parprogrammet tillsammans med Alisa Ozhogina. I juni 2024 vid EM i Belgrad var hon en del av Spaniens lag som tog guld i det tekniska lagprogrammet. Vid olympiska sommarspelen 2024 i Paris var Tió en del av Spaniens lag som tog brons i lagtävlingen samt slutade på sjunde plats tillsammans med Alisa Ozhogina i partävlingen.
Vid konstsim-EM 2025 i Funchal tog Tió silver i det tekniska soloprogrammet, brons i det fria soloprogrammet samt guld i det fria programmet för mixade par tillsammans med Dennis González och silver i det fria parprogrammet tillsammans med Lilou Lluís. Hon var även en del av Spaniens lag som tog guld i både det fria och tekniska lagprogrammet. Vid VM 2025 i Singapore tog Tió guld i det fria soloprogrammet och brons i det tekniska soloprogrammet samt guld i både det fria parprogrammet tillsammans med Lilou Lluís och det fria programmet för mixade par tillsammans med Dennis González. Hon var även en del av Spaniens lag som tog brons i både det fria och tekniska lagprogrammet.